# Cancellieri della Francia
I Cancellieri della Francia si succedettero dal 497 al 1790. La lista segue le copie degli atti reali ancora conservate: la Francia possiede senza dubbio, dopo il Vaticano, la seconda più antica cancelleria tra gli stati europei, poiché conserva ancora oggi 47 atti originali risalenti al regno merovingio.
La conservazione di una copia di tutti gli atti del governo (editti, trattati, capitolari, censimenti, ...) è una delle funzioni principali del cancelliere. La raccolta dei più antichi, chiamata ancora Trésor des chartes costituisce il fondo originale degli Archivi nazionali di Francia. Lacunosa fino al XII secolo, è a partire dalla riorganizzazione fatta da Nicolas Guérin, vescovo di Senlis, cancelliere e primo guardasigilli (1194-1199) di Philippe Auguste che si conserva veramente nel palazzo di Giustizia di Parigi un esemplare di tutti gli atti spediti o ricevuti dal re. Un'altra parte degli archivi si trovava presso il cancelliere che li riceveva dal suo predecessore, come mostra l'inventario fatto da Guillaume Poyet nel 1451 del Coffre des chanceliers (la cassaforte del cancelliere) a partire dal 1277.
La chiusura e la spedizione degli atti era la funzione del guardasigilli che conservava i sigilli relativi ai differenti ambiti e giurisdizioni del re. La funzione di guardasigilli e cancelliere non vennero riunificate ufficialmente che nel 1718, anche se di fatto ciò avvenne molto prima poiché sappiamo, attraverso la testimonianza del figlio Aimone, che Audoeno di Rouen, gran referendario (cancelliere) di Dagoberto I e di Clodoveo II custodiva presso di sé il sigillo reale.
In seguito fu il re a conservare personalmente il sigillo personale e venne creato un secondo sigillo, detto gran sigillo, usato dalla cancelleria e conservato da un funzionario preposto a questo scopo.

## Dal 497 al 1718: Cancelliere o guardasigilli di Francia
- 497: Remigio di Reims, referendario di Clodoveo I
- ? : Amalsindone, referendario di Teodorico I
- 561: Siggo, referendario di Sigeberto I re d'Austrasia, poi di Chilperico I re di Neustria e infine di Childeberto II re d'Austrasia e di Borgogna
- 618: Romano di Rouen, vescovo di Rouen, referendario di Dagoberto I
- 635: Ansberto, vescovo di Rouen, referendario di Clotario II
- 638 - 657: Audoeno di Rouen, gran referendario di Dagoberto I e di Clodoveo II
- ? : Bonito, vescovo di Clermont, referendario di Sigeberto III re d'Austrasia
- 654 - 677: Roberto, duca di Neustria e conte palatino, referendario di Clotario III
- 750: Fulrard abate di Saint-Denis, cancelliere di Pipino il Breve
- 796 - 800: Alcuino di York, cancelliere di Carlo Magno, redasse il Capitulare de villis vel curtis imperii
- 800 - 819: Fridgisio, cancelliere di Carlo Magno e di Ludovico il Pio
- 819 - 832: Adalardo il Siniscalco, cancelliere di Ludovico il Pio
- 989 - 991: Renaud de Vendôme, vescovo di Parigi, cancelliere di Ugo Capeto
- 991 - 998: Gerberto di Aurillac, in seguito papa col nome di Silvestro II
- 998 - 1005: Roger de Blois
- 1005 - 1015: Francon
- 1018: Arnoul, arcivescovo di Tours
- 1030 - 1059: Baudouin
- 1059 - 1067: Gervais de Château-du-Loir, vescovo di Le Mans
- 1067 - 1073: Pierre de Loiselève
- 1073: Guillaume
- 1074 - 1080: Roger II, vescovo di Beauvais
- 1074 - 1085: Goffredo di Boulogne, vescovo di Parigi
- 1085 - 1090: Gilbert
- 1090: Ourson o Ursion o Ursus, vescovo di Senlis
- 1091 - 1092: Hubert, vescovo di Senlis
- 1094 - 1106: Gilbert
- 1106 - 1118: Étienne de Senlis, vescovo di Parigi
- 1118 - 1127: Étienne de Garlande
- 1127 - 1132: Simon
- 1132 - 1137: Étienne de Garlande
- 1137 - 1140: Algrin
- 1140: Noël, abate di Rebais
- 1140 - 1147: Cadurc
- 1147 - 1149: Barthélemy
- 1150: Simon
- 1150 - 1172: Hugues de Champfleury, vescovo di Soissons
- 1172 - 1179: Pierre de Montmorency
- 1179 - 1185: Hugues de Puysay o Hugues du Puiset
- 1194 - 1227: Guarino, vescovo di Senlis, creatore del Trésor des chartes (1195), guardasigilli dal 1203
- 1227 - 1231: Philippe d'Antogny
- 1231 - 1236: Aubry Cornu
- 1236 - 1244: Jean de la Cour
- 1244 - 1249: Nicolas Le Chien,
- 1249 - 1252: Gilles, arcivescovo di Tyros
- 1252 - 1259: Raoul de Grosparmy
- 1259: Guy Le Gross Foulquois, in seguito papa col nome di Clemente IV
- 1259 - 1261: Simon de Brion, in seguito papa col nome di Martino IV
- 1262 - 1270: Philippe de Cahors, priore di Saint-Frambaud di Senlis
- 1270: Guillaume de Rampillon, arcidiacono di Parigi
- 1270: Guillaume de Chartres
- 1271 - 1273: Pierre Barbet
- 1273 - 1282: Henri de Vézélay
- 1282 - 1290: Pierre Chalon
- 1291 - 1292: Jean de Vassoigne
- 1291 - 1292: Jean de Cherchemont
- 1292 - 1302: Pierre Flote
- 1293 - 1296: Guillaume de Crépy
- 1296 - 1297: Thibaut de Pouancé, vescovo di Dol
- 1297 - 1302: Pierre Flote
- 1302 - 1304: Étienne de Suizy
- 1304 - 1306: Pierre de Mornay, vescovo di Auxerre
- 1305 - 1317: Étienne de Vissac
- 1306: Pierre de Grez
- 1306 - 1307: Pierre de Belleperche, vescovo di Auxerre
- 1307 - 1310: Guglielmo di Nogaret
- 1310 - 1311: Gilles Aycelin I de Montaigut, arcivescovo di Narbonne
- 1311 - 1313: Guglielmo di Nogaret
- 1313 - 1314: Pierre de Latilly, vescovo di Châlons
- 1314 - 1316: Étienne de Mornay
- 1316: Pierre d'Arabloy
- 1317 - 1317: Guillaume de Flotte de Ravel
- 1317 - 1321: Pierre de Chappes
- 1319 - 1325: Gilles Aycelin
- 1320 - 1321: Jean de Cherchemont
- 1321 - 1323: Pierre Rodier
- 1323 - 1328: Jean de Cherchemont
- 1328 - 1329: Mathieu Ferrand
- 1329: Jean de Marigny, vescovo di Beauvais
- 1329 - 1334: Guillaume de Saint-Maure
- 1334: Pierre Roger, vescovo di Arras, in seguito papa col nome di Clemente VI
- 1335 - 1338: Guy Baudet, vescovo di Langres
- 1338 - 1339: Étienne de Vissac
- 1339 - 1347: Guillaume Flote
- 1347 - 1349: Firmin de Coquerel, vescovo di Noyon
- 1349 - 1357: Pierre de la Foret, arcivescovo di Rouen
- 1357 - 1358: Gilles Aycelin de Montaigut, vescovo di Thérouanne
- 1357 - 1359: Foulques Bardoul, vescovo di Avranches
- 1358: Jean de Dormans, vescovo di Lisieux
- 1359 - 1361: Pierre de la Forest, cardinale e arcivescovo di Rouen
- 1361: Gilles Aycelin de Montaigut, vescovo di Thérouanne
- 18 settembre 1361 - 1372: Jean de Dormans, vescovo di Lisieux
- 1372 - 1373: Guillaume de Dormans
- 1373: Jean de Dormans
- 20 novembre 1373 - 1380: Pierre d'Orgemont, presidente del Parlamento di Parigi[1]
- ottobre 1380 - 1383: Miles de Dormans, vescovo di Beauvais
- 1383 - dicembre 1388: Pierre de Giac
- dicembre 1388 - 1398: Arnaud de Corbie
- 1398 - 1400: Nicolas du Bosc, vescovo di Bayeux
- 1400 - 1405: Arnaud de Corbie
- 1405 - 1413: Jean de Montagu, arcivescovo di Sens
- 1409 - 8 agosto 1413: Arnaud de Corbie
- 1413: Eustache de Laistre
- agosto 1413 - 29 maggio 1418: Henri de Marle
- 1418: Robert Le Maçon
- 1418 - 1420: Eustache de Laistre
- 1419 - 1421: Robert Le Maçon
- 1420 - 1424: Jean Leclerc
- 1421 - 1425: Martin Gouge de Charpaignes, vescovo di Clermont
- 1424 - 1435: Louis de Luxembourg, vescovo di Thérouanne
- 1425 - 1445: Renault de Chartres, arcivescovo di Reims
- 1445 - 1461: Guillaume Jouvenel des Ursins
- 1461 - 1465: Pierre de Morvilliers
- 1465 - 1472: Guillaume Jouvenel des Ursins
- 1472 - 1483: Pierre Doriole
- 1483 - 12 agosto 1492: Guillaume de Rochefort
- 1492 - novembre 1494: Adam Fumée
- agosto 1495 - 1497: Robert Briçonnet, arcivescovo di Reims
- 1497 - 1507: Guy de Rochefort, creò il Gran Consiglio di Francia
- 31 gennaio 1507 - maggio 1512: Jean de Ganay
- 1515 - 1535: Antonio Duprat, cardinale, arcivescovo di Sens e di Albi, presidente del Parlamento di Parigi
- 1535 - 1538: Antoine du Bourg, presidente del Parlamento di Parigi
- 1538 - 1545: Guillaume Poyet, redisse l'ordinanza di Villers-Cotterêts
- 9 agosto 1542 - 15 giugno 1543: François de Montholon, presidente del Parlamento di Parigi
- 18 aprile 1545 - 2 gennaio 1551: François Olivier, presidente del Parlamento di Parigi
- 22 maggio 1551 - 10 luglio 1559: Jean Bertrand de Frazin
- 30 giugno 1560 - febbraio 1568: Michel de l'Hôspital, consigliere del Parlamento di Parigi
- 24 maggio 1568 - aprile 1571: Jean de Morvilliers, vescovo di Orléans
- 17 marzo 1573 - settembre 1578: Renato Birago, cardinale e vescovo di Soissons
- settembre 1578 - 26 novembre 1583: Philippe Hurault de Cheverny
- 6 settembre 1588 - 1 agosto 1589: François II de Montholon
- 2 agosto - 10 dicembre 1589: Charles de Bourbon cardinale di Vendôme
- 10 settembre 1607 - 1 ottobre 1624: Nicolas Brulart de Sillery, cancelliere di Francia nel 1605 e guardasigilli dal 1604 al 1616
- 23 settembre 1622 - 21 gennaio 1623: Louis Lefèvre de Caumartin, guardasigilli
- 23 gennaio 1623 - 2 gennaio 1624: Nicolas Brulart de Sillery, guardasigilli
- 6 gennaio 1624 - 31 maggio 1626: Étienne I d'Aligre, guardasigilli
- 1 giugno 1626 - 12 novembre 1630: Michel de Marillac, guardasigilli
- 14 novembre 1630 - 25 febbraio 1633: Charles de l'Aubespine marchese di Châteauneuf, guardasigilli
- 28 febbraio 1633 - 19 dicembre 1635: Pierre Séguier
- 19 dicembre 1635 - 14 maggio 1643: Pierre Séguier
- 14 maggio 1643 - 1 marzo 1650: Pierre Séguier
- 2 marzo 1650 - 4 aprile 1651: Charles de l'Aubespine
- 5 aprile 1651 - 14 aprile 1651: Mathieu Molé
- 15 aprile - 6 settembre 1651: Pierre Séguier
- 7 settembre 1651 - 3 gennaio 1656: Mathieu Molé
- 11 gennaio 1656 - 28 gennaio 1672: Pierre Séguier
- 6 febbraio - 23 aprile 1672: vacante
- 8 gennaio 1674 - 28 ottobre 1677: Étienne III d'Aligre
- 29 ottobre 1677 - 30 ottobre 1685: Michel Le Tellier
- 1 novembre 1685 - 2 settembre 1699: Louis Boucherat, conte di Copans
- 5 settembre 1699 - 1 luglio 1714: Louis Phélypeaux, conte di Pontchartrain
- 2 luglio 1714 - 2 febbraio 1717: Daniel Voysin de La Noiraye

## Dal 1718 al 1790: separazione della carica di cancelliere e guardasigilli

### Cancelliere di Francia
- 3 febbraio 1717 - 27 ottobre 1750: Henri François d'Aguesseau
- 10 dicembre 1750 - 14 settembre 1768: Guillaume de Lamoignon de Blancmesnil
- 15 settembre 1768 - 16 settembre 1768: René Charles de Maupeou
- 16 settembre 1768 - 1 luglio 1790: René Nicolas de Maupeou

### Guardasigilli di Francia
- 3 febbraio 1717 - 28 gennaio 1718: Henri François d'Aguesseau
- 28 gennaio 1718 - 7 giugno 1720: Marc-René de Voyer de Paulmy
- 8 giugno 1720 - 28 febbraio 1722: Henri François d'Aguesseau
- 28 febbraio 1722 - 14 agosto 1727: Joseph Fleuriau d'Armenonville
- 17 agosto 1727 - 20 febbraio 1737: Germain Louis Chauvelin
- 20 febbraio 1737 - 27 novembre 1750: Henri François d'Aguesseau
- 29 novembre 1750 - 1 febbraio 1757: Jean-Baptiste de Machault d'Arnouville
- 1 febbraio 1757 - 13 ottobre 1761: Luigi XV
- 13 ottobre 1761 - 15 settembre 1762: Nicolas René Berryer
- 27 settembre 1762 - 3 ottobre 1763: Paul Esprit Feydeau de Brou
- 3 ottobre 1763 - 18 settembre 1768: René Charles de Maupeou
- 18 settembre 1768 - 24 agosto 1774: René Nicolas de Maupeou
- 24 agosto 1774 - 8 aprile 1787: Armand Thomas Hue de Miromesnil
- 8 aprile 1787 - 14 settembre 1788: Chrétien François de Lamoignon de Basville
- 17 settembre 1788 - 3 agosto 1789: Charles Louis François de Paule de Barentin
- 4 agosto 1789 - 21 novembre 1790: Jérôme-Marie Champion de Cicé